# Giải đua ô tô Công thức 1 Nhật Bản 2023
Giải đua ô tô Công thức 1 Nhật Bản 2023 (tên chính thức là Formula 1 Lenovo Japanese Grand Prix 2023) là một chặng đua Công thức 1 được tổ chức vào ngày 24 tháng 9 năm 2023 tại trường đua Suzuka International, Suzuka, và là chặng đua thứ 16 của giải đua xe Công thức 1 2023.

## Bối cảnh
Cũng như tại chặng đua trước đó ở Singapore, Williams và McLaren sẽ tham gia với màu sơn xe đặc biệt.

### Bảng xếp hạng trước cuộc đua
Sau giải đua ô tô Công thức 1 Singapore, Max Verstappen dẫn đầu bảng xếp hạng các tay đua trước Sergio Pérez (223 điểm) và Lewis Hamilton (180 điểm) với 374 điểm. Tại bảng xếp hạng các đội đua, Red Bull Racing dẫn đầu Mercedes (289 điểm) và Ferrari (265 điểm) với 597 điểm.

### Lựa chọn bộ lốp
Nhà cung cấp lốp xe Pirelli cung cấp các bộ lốp hạng C1, C2 và C3 (được chỉ định lần lượt là cứng, trung bình và mềm) để các đội sử dụng tại sự kiện này.

### Thay đổi tay đua
Liam Lawson tiếp tục thay thế tay đua AlphaTauri Daniel Ricciardo tại cuộc đua này cho đến khi Ricciardo bình phục sau khi xương bàn tay trái của Ricciardo bị gãy trong buổi tập thứ hai của giải đua ô tô Công thức 1 Hà Lan.

## Tường thuật

### Buổi tập
Trong buổi tập đầu tiên, Max Verstappen lập thời gian nhanh nhất với 1:31,647 phút trước Carlos Sainz Jr. và Lando Norris.
Trong buổi tập thứ hai, Verstappen lập thời gian nhanh nhất với 1:30,688 phút trước Charles Leclerc và Norris. Buổi tập này bị gián đoạn ở những phút cuối cùng vì một cú va chạm của Pierre Gasly.
Trong buổi tập thứ ba, Verstappen lập thời gian nhanh nhất với 1:30,267 phút trước Norris và Oscar Piastri.

### Vòng phân hạng
Vòng phân hạng bao gồm ba phần với thời gian tổng cộng là 45 phút. Trong phần đầu tiên (Q1), các tay đua có 18 phút để tiếp tục tham gia phần thứ hai vòng phân hạng. Tất cả các tay đua đạt được thời gian trong phần đầu tiên với thời gian tối đa 107% thời gian nhanh nhất được phép tham gia cuộc đua. 15 tay đua nhanh nhất lọt vào phần tiếp theo. Trong suốt Q1, Sargeant va vào rào chắn tại khúc cua cuối cùng của trường đua khiến Q1 bị gián đoạn trong vài phút. Thêm vào đó, anh đã tự loại mình khỏi phần này do vụ va chạm này. Verstappen là tay đua nhanh nhất Q1 và sau khi phần này kết thúc, cả hai tay đua Alfa Romeo, Lance Stroll, Nico Hülkenberg và Logan Sargeant bị loại. 
Phần thứ hai (Q2) kéo dài 15 phút và mười tay đua nhanh nhất của phần này đi tiếp vào phần thứ ba của vòng phân hạng. Leclerc là tay đua nhanh nhất Q2 và sau khi phần này kết thúc, Liam Lawson, cả hai tay đua Alpine, Alexander Albon và Kevin Magnussen bị loại.
Phần cuối cùng (Q3) kéo dài mười hai phút, trong đó mười vị trí xuất phát đầu tiên được xác định sẵn. Verstappen giành vị trí pole với thời gian là 1:28,877 phút trước Piastri và Norris.

### Cuộc đua
Sau khi cuộc đua bắt đầu, Piastri tụt xuống thứ ba sau khi bị đồng đội Norris vượt qua. Cũng tại thời điểm đó, Valtteri Bottas đã tông vào xe của Albon khiến tình hình trở nên mất an toàn do có quá nhiều mảnh vụn trên mặt đường đua. Lewis Hamilton bị ép xuống bãi cỏ sau khi cố gắng vượt qua Sergio Pérez và đồng thời mũi xe của Pérez bị hỏng khiến anh phải vào làn pit và đổi mũi xe. Việc này khiến anh bị tụt xuống vị trí cuối cùng. Sau vụ tai nạn Q1 vào ngày hôm trước, các thợ cơ khí của Williams đã chế tạo một chiếc xe đua mới cho Sargeant. Tuy nhiên, việc sử dụng quá nhiều phụ tùng thay thế mới thay vì phụ tùng nguyên bản đồng nghĩa chiếc xe đua mới này bị coi là chiếc xe thứ ba. Điều đó đã khiến Logan bị phạt lần thứ hai trong suốt cuộc đua. Anh đã được yêu cầu xuất phát cuộc đua từ làn pit do những thay đổi trong parc fermé. Sau khi vòng đua đầu tiên kết thúc, Pérez nhận một án phạt 5 giây vì vi phạm các quy định liên quan giai đoạn xe an toàn.
Vài vòng sau khi giai đoạn xe an toàn kết thúc, Bottas bị Sargeant tông phải và anh phải bỏ cuộc ngay tức thì sau khi phàn nàn vì chiếc xe trở nên khó lái của anh. Sau khi gây ra vụ va chạm với Bottas, Sargeant đã bị phạt 5 giây. Vài vòng đua tiếp theo, Pérez đã tông vào Kevin Magnussen khiến tay đua người Đan Mạch bị quay xe giữa đường đua. Trong khi đó, Hamilton va chạm với đồng đội George Russell ở lối ra của khúc cua buộc George phải rời khỏi đường đua nhưng không nhận một án phạt nào cả. Trong cuộc đua này, Pérez lại tham gia cuộc đua trở lại sau khi bỏ cuộc vì tông vào Magnussen trước đó. Vài vòng sau, anh đã ngay lập tức được gọi vào làn pit và sau đó thực hiện án phạt 5 giây của mình. Red Bull Racing đã thực hiện điều này để đảm bảo rằng án phạt này không được chuyển sang chặng đua tiếp theo ở Qatar theo hình thức tụt vị trí. Sau khi án phạt được thực hiện, Pérez lại bỏ cuộc một lần nữa. Thay vì đổi bộ lốp mới hai lần như những tay đua khác, Russell đã đánh cược chiến lược của anh khi anh chỉ thay bộ lốp mời một lần duy nhất. Thế nhưng, chiến thuật này đã không thành công vì anh bị những tay đua khác với những bộ lốp mới hơn vượt qua.
Verstappen giành chiến thắng cuộc đua này trước Norris và Piastri. Chiến thắng kèm với một điểm do thời gian vòng đua nhanh nhất của Verstappen đã giúp Red Bull Racing giành chức vô địch hạng mục đội đua lần thứ hai liên tiếp. Thêm vào đó, đây cũng là chức vô địch thứ sáu của đội. Bên cạnh đó, Piastri lên bục vinh quang lần đầu tiên trong sự nghiệp của anh. Các tay đua còn lại ghi điểm trong cuộc đua này là Leclerc, Hamilton, Sainz jr., Russell, Fernando Alonso, Gasly và Esteban Ocon.

## Kết quả

### Vòng phân hạng
| Vị trí                   | Số xe | Tay đua          | Đội đua                      | Q1                  | Q2       | Q3       | Vị trí xuất phát |
| ------------------------ | ----- | ---------------- | ---------------------------- | ------------------- | -------- | -------- | ---------------- |
| 1                        | 1     | Max Verstappen   | Red Bull Racing-Honda RBPT   | 1:29,878            | 1:29,964 | 1:28,877 | 01               |
| 2                        | 81    | Oscar Piastri    | McLaren-Mercedes             | 1:30,439            | 1:30,122 | 1:29,458 | 02               |
| 3                        | 4     | Lando Norris     | McLaren-Mercedes             | 1:30,063            | 1:30,296 | 1:29,493 | 03               |
| 4                        | 16    | Charles Leclerc  | Ferrari                      | 1:30,393            | 1:29,940 | 1:29,542 | 04               |
| 5                        | 11    | Sergio Pérez     | Red Bull Racing-Honda RBPT   | 1:30,652            | 1:29,965 | 1:29,650 | 05               |
| 6                        | 55    | Carlos Sainz Jr. | Ferrari                      | 1:30,651            | 1:30,067 | 1:29,850 | 06               |
| 7                        | 44    | Lewis Hamilton   | Mercedes                     | 1:30,811            | 1:30,040 | 1:29,908 | 07               |
| 8                        | 63    | George Russell   | Mercedes                     | 1:30,811            | 1:30,268 | 1:30,219 | 08               |
| 9                        | 22    | Yuki Tsunoda     | AlphaTauri-Honda RBPT        | 1:30,733            | 1:30,204 | 1:30,303 | 09               |
| 10                       | 14    | Fernando Alonso  | Aston Martin Aramco-Mercedes | 1:30,971            | 1:30,465 | 1:30,560 | 10               |
| 11                       | 40    | Liam Lawson      | AlphaTauri-Honda RBPT        | 1:30,425            | 1:30,508 | –        | 11               |
| 12                       | 10    | Pierre Gasly     | Alpine-Renault               | 1:30,843            | 1:30,509 | –        | 12               |
| 13                       | 23    | Alexander Albon  | Williams-Mercedes            | 1:30,941            | 1:30,537 | –        | 13               |
| 14                       | 31    | Esteban Ocon     | Alpine-Renault               | 1:30,960            | 1:30,586 | –        | 14               |
| 15                       | 20    | Kevin Magnussen  | Haas-Ferrari                 | 1:30,976            | 1:30,665 | –        | 15               |
| 16                       | 77    | Valtteri Bottas  | Alfa Romeo-Ferrari           | 1:31,049            | –        | –        | 16               |
| 17                       | 18    | Lance Stroll     | Aston Martin Aramco-Mercedes | 1:31,181            | –        | –        | 17               |
| 18                       | 27    | Nico Hülkenberg  | Haas-Ferrari                 | 1:31,299            | –        | –        | 18               |
| 19                       | 24    | Chu Quán Vũ      | Alfa Romeo-Ferrari           | 1:31,398            | –        | –        | 19               |
| Thời gian 107%: 1:36,169 |       |                  |                              |                     |          |          |                  |
| 20                       | 18    | Logan Sargeant   | Williams-Mercedes            | Không lập thời gian | –        | –        | Làn pit1         |

Chú thích:
- ^1  – Logan Sargeant đã không thể lập thời gian trong vòng phân hạng do cú va chạm của anh với rào chắn đường đua. Anh được phép tham gia cuộc đua theo quyết định của ban quản lý. Sau đó, anh được ban quản lý yêu cầu xuất phát cuộc đua từ làn pit vì các bộ phận mới có thông số kỹ thuật khác với những bộ phận được sử dụng ban đầu đã được thay đổi trong giai đoạn parc fermé. Thêm vào đó, anh cũng đã nhận án phạt 10 giây khi các thợ cơ khí của anh lắp ráp một khung gầm mới và chiếc đó được coi là một chiếc xe đua mới.[12]

### Cuộc đua
| Vị trí                                                                                        | Số xe | Tay đua          | Đội đua                      | Số vòng | Thời gian/ Bỏ cuộc | Vị trí xuất phát | Số điểm |
| --------------------------------------------------------------------------------------------- | ----- | ---------------- | ---------------------------- | ------- | ------------------ | ---------------- | ------- |
| 1                                                                                             | 1     | Max Verstappen   | Red Bull Racing-Honda RBPT   | 53      | 1:30:58,421        | 1                | 261     |
| 2                                                                                             | 4     | Lando Norris     | McLaren-Mercedes             | 53      | + 19,387           | 3                | 18      |
| 3                                                                                             | 81    | Oscar Piastri    | McLaren-Mercedes             | 53      | + 36,494           | 2                | 15      |
| 4                                                                                             | 16    | Charles Leclerc  | Ferrari                      | 53      | + 43,988           | 4                | 12      |
| 5                                                                                             | 44    | Lewis Hamilton   | Mercedes                     | 53      | + 49,376           | 7                | 10      |
| 6                                                                                             | 55    | Carlos Sainz Jr. | Ferrari                      | 53      | + 50,221           | 6                | 8       |
| 7                                                                                             | 63    | George Russell   | Mercedes                     | 53      | + 57,659           | 8                | 6       |
| 8                                                                                             | 14    | Fernando Alonso  | Aston Martin Aramco-Mercedes | 53      | + 1:14,725         | 10               | 4       |
| 9                                                                                             | 31    | Esteban Ocon     | Alpine-Renault               | 53      | + 1:19,678         | 14               | 2       |
| 10                                                                                            | 10    | Pierre Gasly     | Alpine-Renault               | 53      | + 1:23,155         | 12               | 1       |
| 11                                                                                            | 40    | Liam Lawson      | AlphaTauri-Honda RBPT        | 52      | + 1 vòng           | 11               |         |
| 12                                                                                            | 22    | Yuki Tsunoda     | AlphaTauri-Honda RBPT        | 52      | + 1 vòng           | 9                |         |
| 13                                                                                            | 24    | Chu Quán Vũ      | Alfa Romeo-Ferrari           | 52      | + 1 vòng           | 19               |         |
| 14                                                                                            | 27    | Nico Hülkenberg  | Haas-Ferrari                 | 52      | + 1 vòng           | 18               |         |
| 15                                                                                            | 20    | Kevin Magnussen  | Haas-Ferrari                 | 52      | + 1 vòng           | 15               |         |
| Bỏ cuộc                                                                                       | 23    | Alexander Albon  | Williams-Mercedes            | 26      | Xe hỏng do va chạm | 13               |         |
| Bỏ cuộc                                                                                       | 2     | Logan Sargeant   | Williams-Mercedes            | 22      | Xe hỏng do va chạm | Làn pit          |         |
| Bỏ cuộc                                                                                       | 18    | Lance Stroll     | Aston Martin Aramco-Mercedes | 20      | Đuôi xe            | 17               |         |
| Bỏ cuộc                                                                                       | 11    | Sergio Pérez     | Red Bull Racing-Honda RBPT   | 15      | Xe hỏng do va chạm | 5                |         |
| Bỏ cuộc                                                                                       | 77    | Valtteri Bottas  | Alfa Romeo-Ferrari           | 7       | Xe hỏng do va chạm | 16               |         |
| Vòng đua nhanh nhất: Max Verstappen (Red Bull Racing-Honda RBPT) – 1:34,183 (vòng đua thứ 39) |       |                  |                              |         |                    |                  |         |
| Tay đua xuất sắc nhất cuộc đua: Oscar Piastri (McLaren-Mercedes), 28,2% số phiếu bầu          |       |                  |                              |         |                    |                  |         |

Chú thích:
- ^1  – Bao gồm một điểm cho vòng đua nhanh nhất.[14]

## Bảng xếp hạng sau cuộc đua

### Bảng xếp hạng các tay đua
| Vị trí | Tay đua          | Đội đua                      | Số điểm | Thay đổi vị trí |
| ------ | ---------------- | ---------------------------- | ------- | --------------- |
| 1      | Max Verstappen   | Red Bull Racing-Honda RBPT   | 400     | +/-0            |
| 2      | Sergio Pérez     | Red Bull Racing-Honda RBPT   | 223     | +/-0            |
| 3      | Lewis Hamilton   | Mercedes                     | 190     | +/-0            |
| 4      | Fernando Alonso  | Aston Martin Aramco-Mercedes | 174     | +/-0            |
| 5      | Carlos Sainz Jr. | Ferrari                      | 150     | +/-0            |
| 6      | Charles Leclerc  | Ferrari                      | 135     | +/-0            |
| 7      | Lando Norris     | McLaren-Mercedes             | 115     | 1               |
| 8      | George Russell   | Mercedes                     | 115     | 1               |
| 9      | Oscar Piastri    | McLaren-Mercedes             | 57      | 2               |
| 10     | Lance Stroll     | Aston Martin Aramco-Mercedes | 47      | 1               |

- Lưu ý: Chỉ có mười vị trí đứng đầu được liệt kê trong bảng xếp hạng này.

### Bảng xếp hạng các đội đua
| Vị trí | Đội đua                      | Số điểm | Thay đổi vị trí |
| ------ | ---------------------------- | ------- | --------------- |
| 1      | Red Bull Racing-Honda RBPT*  | 623     | +/-0            |
| 2      | Mercedes                     | 305     | +/-0            |
| 3      | Ferrari                      | 285     | +/-0            |
| 4      | Aston Martin Aramco-Mercedes | 221     | +/-0            |
| 5      | McLaren-Mercedes             | 172     | +/-0            |
| 6      | Alpine-Renault               | 84      | +/-0            |
| 7      | Williams-Mercedes            | 21      | +/-0            |
| 8      | Haas-Ferrari                 | 12      | +/-0            |
| 9      | Alfa Romeo-Ferrari           | 10      | +/-0            |
| 10     | AlphaTauri-Honda RBPT        | 5       | +/-0            |

Chú thích:
- Các tay đua/đội đua tham gia in đậm và được đánh dấu hoa thị là nhà vô địch Giải đua xe Công thức 1 2023.